# 著作家
著作家（ちょさくか）とは、文章を書くことを職業とする者。文筆家（ぶんぴつか）、文筆業（ぶんぴつぎょう）、著述家（ちょじゅつか）、物書き（ものかき）などともいう。
主な著作が小説である場合は小説家と呼ばれ、小説家、随筆家、ノンフィクション作家などは作家と呼ばれる。

## 著作家の種類

### 分類の例
『日本標準職業分類』（平成9年12月改訂）に「著作家・著述家・文筆家・作家・ライター」という分類があり、その中に著作家に相当するものが何割か含まれる。
「」付け。狭義での用例は（ ）内。ウィキポータル「文学」における用例は斜字。
- 著作家・著述家・文筆家・作家・ライター
  - 「文芸家」・文人 ・（文筆家 ）・（作家 ）
    - 詩人 - 詩人一覧
      - 歌人 - 歌人一覧
      - 俳人 - 俳人の一覧
      - 漢詩人

    - 脚本家・シナリオ作家 - 脚本家一覧
      - 劇作家
      - 漫画原作者

    - （作家 ）- 作家一覧
      - 小説家（作家）- 小説家一覧 ※小説の分類一覧
        - 純文学作家
        - 大衆小説家・娯楽小説家
        - ライトノベル作家一覧
        - 推理作家・探偵小説家 - 推理作家一覧
        - 怪奇小説作家・ホラー小説 - 怪奇小説作家一覧
        - 伝奇小説家
        - 歴史小説作家 - 時代小説・歴史小説作家一覧
          - 時代小説作家

        - 冒険小説作家 - 冒険小説作家一覧
          - アクション小説家
          - スペクタクル・アクション作家一覧

        - SF作家・科学小説家 - SF作家一覧
        - ファンタジー作家 - ファンタジー作家一覧
        - 官能小説家 - 官能小説家一覧
        - 戦記作家一覧
        - 架空戦記作家一覧
        - 児童文学作家 - 児童文学作家一覧

      - 絵本作家
      - 随筆家・エッセイスト
        - コラムニスト
        - 旅行作家

      - ノンフィクション作家・ノンフィクションライター
        - ルポライター

  - 「（著述家）」
    - 翻訳家
    - 評論家 - 評論家一覧
      - 文芸評論家
      - ゲームライター

    - ジャーナリスト
    - （ライター）
      - フリーライター

  - 作詞家 - 作詞家一覧
  - コピーライター

## ライター
ライター (writer) は通常は著作家に分類しないが、便宜上ここでとりあげる。
ライターと呼ばれる仕事は、「自分が書きたいものを書く」というものではなく、依頼者の企画に基づいた文章を書く仕事である。ライターに求められる能力として、社会に対する洞察力や広い視野、問題意識、多彩な語彙力、ライター自身の個性が挙げられる。仕事は雑誌の特定の記事の文章の作成、機械のマニュアル（取扱説明書）の文章の作成、広告のコピーの作成、ウェブサイトの文章の作成、書籍の特定の章の文章の作成など、多岐にわたる。
商業誌のライティングにおいては、出版社との関わり方も様々である。出版社の編集者が編集を行い外部のライターに直接依頼をするケースでは、ライターは出版社と直接関わりを持つ。このほか出版社が編集も含めて下請けの編集プロダクションに外注する場合、編集プロダクション社内のライターが執筆を行う場合、また更に下請けをするライターに依頼する場合など様々である。
ライターへの参入は容易で、専門性やノウハウをあまり必要としない仕事も多い。ライターの多くは、新聞や雑誌などの記者から独立してフリーとなった人である。ライター（編集・制作・校正を含む）の平均年収は、20代で368万円程度である。ただし、この金額は大手出版社の編集者などの年収を含めて平均化されたものである。『フリーランス白書2019』によれば、文筆系フリーライターの過半数は収入400万円未満である。
ライターの社会的な地位は、フリーランサーとして活動するフリーライターと編集プロダクション（下請け会社）に所属するライターが一般的である。ライターという言葉は主に前者を指すが、フリーランサーのライターが法人化して編集プロダクションとして起業する場合もあり、両者の区別は曖昧である。なお、編集プロダクションに勤め、編集とライティングの双方をこなすスタッフが編集者ではなく、ライターという肩書きを使うこともある。

## その他
- オンライン作家
- アマチュア作家・インディーズ作家・同人作家
- 覆面作家
- ゴーストライター